# Komet
Gürkan Coşkun (Çorum, 1941), més conegut amb el seu nom artístic Komet, és un pintor turc. Des de 1971 Komet viu entre Istanbul i París. L'escriptor Ferit Edgü va publicar un llibre sobre la persona i obres de Komet l'any 2000.

## Curiositat
En una entrevista Komet va dir "No soc tan ric per a comprar una (pintura de) Komet".